# CERN

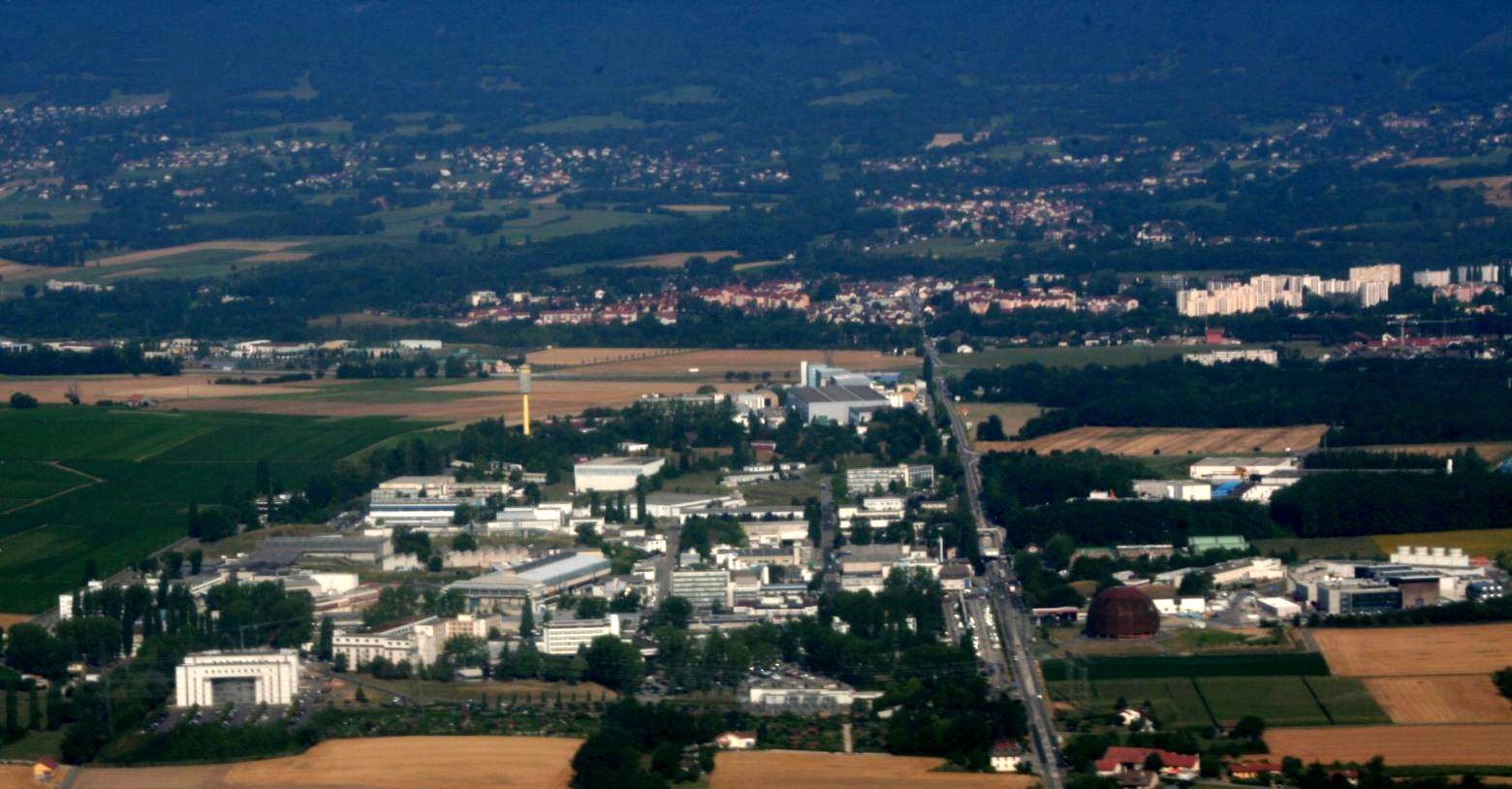
CERN – widok z lotu ptaka

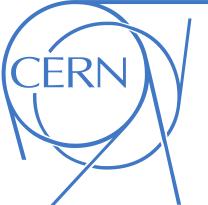
logo CERN

Europejska Organizacja Badań Jądrowych CERN (fr. Organisation Européenne pour la Recherche Nucléaire) – ośrodek naukowo-badawczy położony na północno-zachodnich przedmieściach Genewy na granicy Szwajcarii i Francji, pomiędzy Jeziorem Genewskim a górskim pasmem Jury. Obecnie do organizacji należą dwadzieścia trzy państwa. CERN zatrudnia 2600 stałych pracowników oraz około 8000 naukowców i inżynierów reprezentujących ponad 500 instytucji naukowych z całego świata. Najważniejszym narzędziem ich pracy jest największy na świecie akcelerator cząstek – Wielki Zderzacz Hadronów.
Akronim CERN pochodzi od pierwotnej nazwy Europejska Rada Badań Jądrowych (fr. Conseil Européen pour la Recherche Nucléaire) i mimo jej zmiany po konwencji w 1953 został zachowany. Ze względu na obecny stan działalności ośrodka stosowana jest również nazwa Europejskie Laboratorium Fizyki Cząstek (fr. Laboratoire Européen pour la Physique des Particules), lecz nie ma ona charakteru oficjalnego.
Nobliści powiązani z CERN to:
- Felix Bloch i Edward Mills Purcell (1952 – za rozwinięcie nowych metod w obszarze precyzyjnych magnetycznych metod jądrowych i za odkrycia dokonane przy ich zastosowaniu);
- Samuel Ting i Burton Richter (1976 – za niezależne odkrycie mezonu J/ψ);
- Carlo Rubbia i Simon van der Meer (1984 – za decydujący wkład do projektu, dzięki któremu odkryto bozony W i Z);
- Jack Steinberger, Leon Lederman i Melvin Schwartz (1988 – za metodę wiązki neutrinowej i przedstawienie dubletowej struktury leptonów poprzez odkrycie neutrina mionowego);
- Georges Charpak (1992–2010) – za wynalezienie i rozwój detektorów cząstek, w szczególności wielodrutowej komory proporcjonalnej (ang. Multiwire Proportional Chamber MWPC).

CERN jest kolebką WWW. W 1989 Tim Berners-Lee, pracując nad usprawnieniem wymiany informacji pomiędzy badaczami opracowującymi wyniki eksperymentów na LEP-ie, stworzył język HTML oraz protokół HTTP.

## Historia CERN

Państwa członkowskie CERN
■ Państwa założycielskie
■ Państwa, które dołączyły później

Na spotkaniu w Paryżu w lutym 1952 przedstawiciele jedenastu państw europejskich podpisali umowę o utworzeniu Rady Europejskiej Badań Jądrowych, która miała przygotować plan budowy i organizacji laboratorium. Do państw założycielskich należały: Belgia, Dania, Francja, Grecja, Holandia, Jugosławia, RFN, Norwegia, Szwajcaria, Szwecja i Włochy; wkrótce chęć współuczestnictwa w projekcie wyraziła Wielka Brytania. 29 września 1954 kraje członkowskie ratyfikowały paryską umowę. Pierwszym dyrektorem generalnym CERN został szwajcarski fizyk Felix Bloch.
W 1957 pierwszy skonstruowany w CERN akcelerator – synchrocyklotron przyspieszający cząstki do energii 600 MeV pozwolił pierwszy raz zaobserwować rozpad pionu na elektron i neutrino. W 1973 zaobserwowano w CERN prądy neutralne.
W 1976 ruszył akcelerator SPS (Super Proton Synchrotron) pozwalający przyspieszać protony do energii 300 GeV; dwa lata później po udoskonaleniu rozpędzał on już protony do energii 500 GeV. Równocześnie opracowano technikę stochastycznego chłodzenia, która pozwoliła na przyspieszenie intensywnej wiązki antyprotonów. Akcelerator SPS przekształcono w zderzacz proton-antyproton; w 1983 odkryto przewidziane teoretycznie bozony pośredniczące w oddziaływaniach słabych W i Z.
W sierpniu 1989 ruszył akcelerator o nazwie Large Electron-Positron Collider (LEP). Dokładniej zbadano na nim bozony W+, W− i Zº; dowiedziono, że istnieją jedynie trzy rodziny cząstek elementarnych.
Pod koniec 2016 roku rozpoczął działanie eksperymentalny akcelerator plazmowy AWAKE.

## Wpływ na technologię
Technologie opracowane na potrzeby CERN znajdują wiele zastosowań, m.in. w:
- elektronice i systemach komunikacji (sieć WWW),
- techniki obrazowania używane w medycynie, a także inżynierii lądowej, geologii i archeologii[6],
- obserwowanie w czasie rzeczywistym reakcji chemicznych (synchrotronowe źródła promieniowania rentgenowskiego),
- neutralizacja odpadów nuklearnych źródłami wysokoenergetycznych protonów.

## Wielki Zderzacz Hadronów
10 września 2008 został uruchomiony akcelerator Large Hadron Collider (LHC), który przyspiesza przeciwbieżne wiązki proton-proton (14 TeV) i proton-jądro ołowiu (1150 TeV). Cząstki są w stanie okrążać odziedziczony po LEP-ie tunel o długości dwudziestu siedmiu kilometrów 11 000 razy na sekundę. Tory cząstek zakrzywiają schłodzone helem do 1,9 K (–271,05 °C) elektromagnesy, przez które płynie prąd elektryczny o natężeniu do 11 850 A.
Wielki Zderzacz Hadronów ma wielką świetlność (liczbę cząstek w wiązce), dzięki czemu wzrasta prawdopodobieństwo obserwacji interesujących zderzeń. Cztery ogromne detektory (największe wysokości sześciopiętrowego budynku) przy LHC: ATLAS (A Toroidal LHC AparatuS), CMS (Compact Muon Solenoid), ALICE (A Large Ion Collider Experiment), LHCb (Large Hadron Collider beauty).
Fizycy mieli nadzieję, że podczas eksperymentów na LHC zostaną zaobserwowane bozony Higgsa. Potwierdziły się one w 2012 roku.
Następcą LHC ma zostać planowany Future Circular Collider o obwodzie wynoszącym 91 km, który ma być o wiele potężniejszy od Wielkiego Zderzacza Hadronów.

## Przekroczenie prędkości światła
Zgodnie z wynikami ogłoszonymi przez badaczy pracujących w eksperymencie OPERA, polegającego na pomiarze prędkości wiązki neutrin wysyłanych do odległego o 730 km włoskiego laboratorium INFN Gran Sasso, cząstki te przekroczyły prędkość światła w próżni. Zmierzono prędkość ponad 15 000 neutrin, stwierdzając że była ona większa o 0,00002 niż prędkość światła. Cząstki docierały do włoskiego laboratorium o 60 nanosekund szybciej niż gdyby się poruszały z prędkością światła. CERN ogłosiło 22 września 2011 r. apel do świata nauki o weryfikację ich odkrycia i ewentualne powtórzenie w drodze niezależnych eksperymentów, mających potwierdzić lub obalić te niezgodne ze szczególną teorią względności wyniki. Ostatecznie wynik eksperymentu został wytłumaczony przez błędne podłączenie odbiornika GPS do komputera mierzącego czas przelotu cząstek.

## Bozon Higgsa
W ostatnim czasie eksperymenty przeprowadzane w CERN-ie skupiały się na poszukiwaniu doświadczalnego potwierdzenia istnienia bozonu Higgsa. Jest to jedyna prawdziwie elementarna cząstka przewidziana przez tzw. model standardowy, która nie została wykryta eksperymentalnie.
4 lipca 2012 roku na oficjalnej konferencji prasowej dyrektor CERN ogłosił wstępne wyniki analizy danych zebranych w latach 2011–2012 przez eksperymenty CMS i ATLAS. wskazujące na odkrycie nowej cząstki elementarnej, bozonu o masie zgodnej z teoretycznie przewidywaną dla bozonu Higgsa. Wyniki CMS wskazują, że ma ona masę 125,3 ± 0,6 GeV/c², wyniki ATLAS – 126-127 GeV/c². Istnieje wysokie prawdopodobieństwo, że zarejestrowana cząstka jest długo poszukiwanym bozonem Higgsa, jednak potwierdzenie tej informacji będzie możliwe dopiero po dokładniejszym zbadaniu jej właściwości.

## Polska w CERN
W latach 1964–1991 Polska jako jedyny kraj bloku wschodniego miała w CERN oficjalny status państwa obserwatora (w latach 1954–1961 członkiem CERN była Jugosławia). Pełnoprawnym członkiem CERN Polska została 1 lipca 1991.
Polskie firmy brały również udział w budowie ośrodka. Zbiorniki próżniowe do magnesów nadprzewodzących wykonały zakłady „Chemar” z Kielc i „Rafako” z Raciborza. Dennice kriostatów dostarczył „Metalchem” Kościan. Znaczną część używanego w CERN helu dostarczyły zakłady PGNiG w Odolanowie.
W CERN pracuje około sześciuset Polaków, z czego większość na stypendiach.
Polscy fizycy są autorami lub współautorami jednej dziesiątej prac dotyczących badań prowadzonych w CERN – uczestniczą między innymi w konstrukcji detektorów ALICE, ATLAS, CMS i LHCb wchodzących w skład Wielkiego Zderzacza Hadronów.
20 września 2012 na Przewodniczącą Rady CERN wybrano prof. Agnieszkę Zalewską z Instytutu Fizyki Jądrowej PAN w Krakowie; Stanowisko to objęła 1 stycznia 2013. Jest ona pierwszym badaczem z Europy Środkowo-Wschodniej, a zarazem pierwszą kobietą na tym stanowisku.